# Drážďanská alianční smlouva roku 1709
Smlouva v Drážďanech (německy Bündnisvertrag von Dresden), která byla podepsána 17.jul./ 28. června 1709greg. v saském hlavním městě Drážďanech byla dánsko–saská spojenecká smlouva o obnoveném spojenectví mezi dánským a norským králem Frederikem IV. a saským kurfiřtem Fridrichem Augustem I. proti Švédskému království v průběhu velké severní války (1700–1721).

## Historie

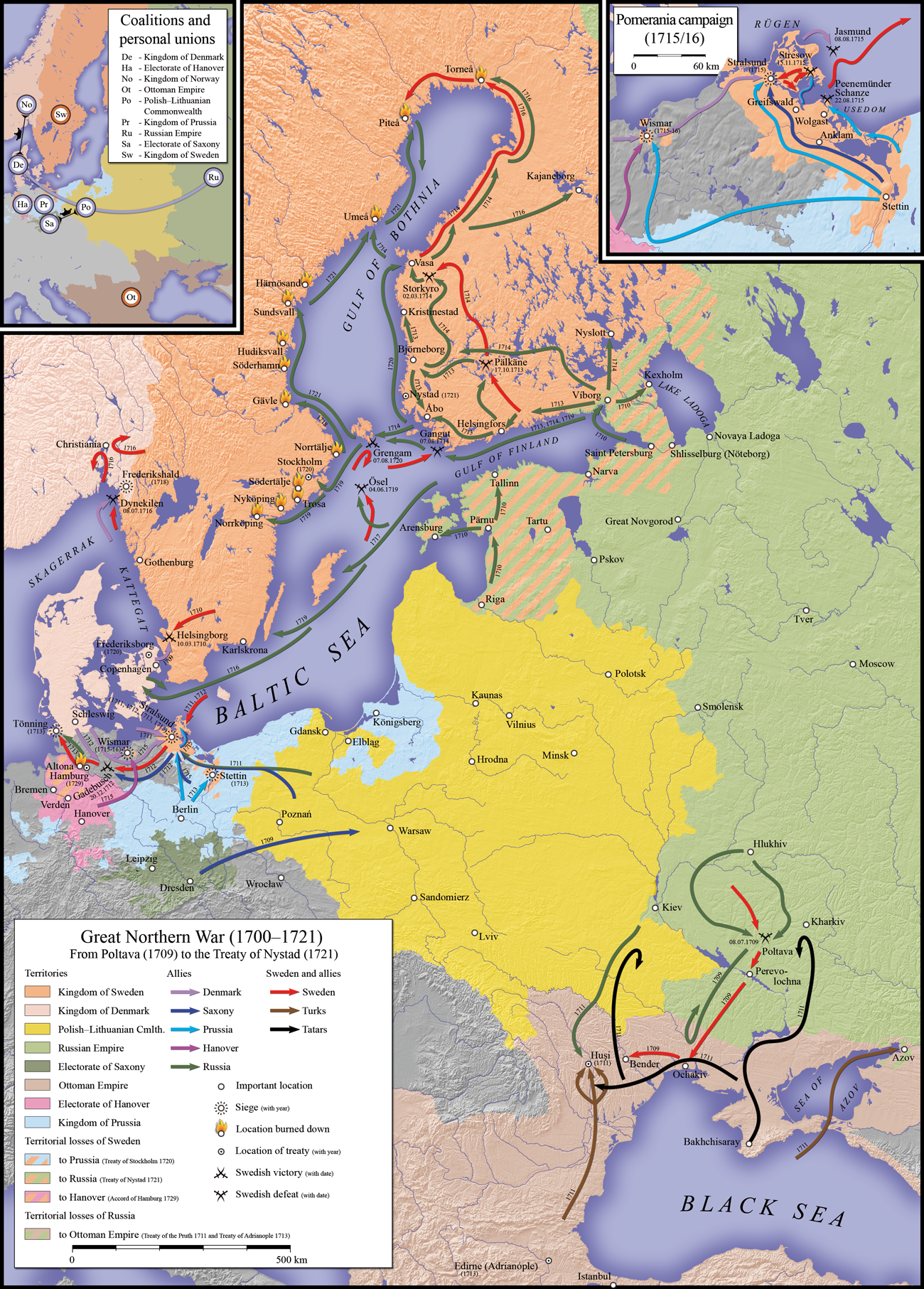
Tažení a územní změny 1709–1721

Již v roce 1699 byla mezi panovníky uzavřena útočná a obranná smlouva (Drážďanská alianční smlouva). Po zahájení války v roce 1700, po švédském vylodění v Humlebæku a následně mírovou smlouvou z Traventhalu vystoupilo Dánsko oficiálně z aliance proti Švédsku a ukončilo svou účast ve Velké severní válce. Válka dál probíhala s převahou na švédské straně. 
Po ruském vítězství v bitvě u Poltavy a ústupu švédského krále Karla XII. na jih na území Osmanské říše přicestoval dánský král v červenci 1709 do Saska. Jako host u saského dvora usiloval o obnovení aliance. Saský kurfiřt Fridrich August I. ztratil smlouvou v Altranstädtu 1706 ve válce proti Švédsku titul krále Polsko–litevské unie  a uviděl šanci získat zpět královský titul v obnoveném spojenectví s Dánskem a Ruskem. 

## Smlouva

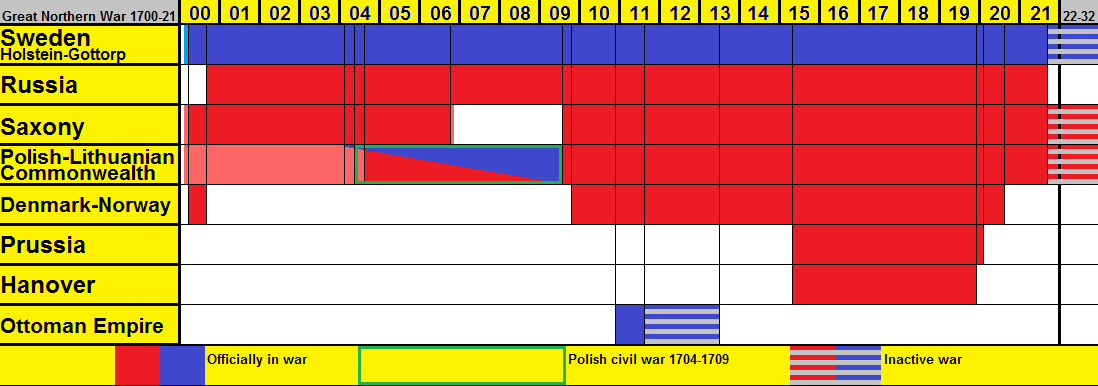
Časová osa států účastnících se velké severní války.

V jedenáctistránkové smlouvě dánský král ujistil saského kurfiřta o podpoře v jeho úsilí o polskou korunu. Dánsko se zavázalo přerušit separátní mír se Švédskem a zaútočit na švédskou provincii Skåne, která náležela Dánsku do roku 1658. Rovněž byla dohodnuta jednání s Ruskem. Smluvní strany se nicméně obávaly garantů Traventhalského míru z roku 1700 (kterými byly Anglie a Nizozemí) a v článku IV. se dohodly, že jak holštýnské vévodství, tak veškeré švédské majetky na německé půdě budou požívat neutrality a nebudou Saskem a Dánskem napadeny.
Smlouvu sepsali hrabě Jacob Heinrich von Flemming, Woldemar Freiherr von Löwendal a Ernst Christoph von Manteuffel.
Smluvní strany se navíc rozhodly získat pruského krále Friedricha I. jako partnera v boji proti Švédsku. Za tímto účelem dánský král a saský kurfiřt na pozvání pruského krále přicestovali do Postupimi. Pruskému králi byla předložena nabídka na získání švédských Pomořan, Prusko by tím získalo pobřežní oblast s přístavy. Pruský král však podepsal se Švédskem několik dřívějších dohod o neutralitě.

## Důsledky
Dne 8. srpna 1709 kurfiřt  August I. stáhl svůj podpis pod Altranstädským mírem a požádal papeže Klementa XI. o osvobození od smlouvy. Spolu s Dánskem a Ruskem se Sasko vydalo do války proti Švédsku a saská vojska znovu vpadla do Polska. V říjnu 1709 podepsaly Rusko a Dánsko alianční Kodaňskou smlouvu, kde se dohodla spolupráce v boji proti Švédsku. V invazi do jižního Švédska utrpělo Dánsko porážku a soustředilo se tedy spolu s Ruskem a Saskem na dobytí švédských pobaltských provincií. Neutrální strana Prusko–Braniborsko se ke koalici otevřeně připojila vyhlášením války Švédsku až v létě 1715, po korunovaci nového pruského krále Fridricha Viléma I.
Válka proti Švédsku pokračovala až do roku 1721, kdy Rusko jako poslední uzavřelo mír v Nystadu.